# Þór Akureyri
Þór Akureyri is een omnisportvereniging uit Akureyri in het noorden van IJsland. De club werd in 1915 opgericht. In 1925 fuseerde de club met KA Akureyri tot ÍB Akureyri. In 1974 werd de fusie opgeheven en werd de club weer onafhankelijk. Naast voetbal worden er ook basketball en taekwondo beoefend. De handbalafdelingen van Þór en KA fuseerden tot Akureyri handboltafélag.

## Voetbal
In het seizoen 2013 speelt het eerste mannenelftal van de voetbalafdeling na promotie uit de 1. deild karla in de Úrvalsdeild. De vrouwen spelen in een gecombineerd elftal met plaatsgenoot KA Akureyri ook in de Úrvalsdeild op het hoogste niveau.

### Mannen
In 2010 streed Þór lang mee om promotie naar de hoogste klasse. Na de vooraatste speeldag stond Þór op de derde plaats, drie punten achter Leiknir Reykjavík. Leiknir had de directie promotie naar de hoogste klasse al een ronde daarvoor gemist, want het speelde gelijk bij Fjarðabyggð. Þór nam het op de laatste speeldag thuis op tegen datzelfde Fjarðabyggð, dat al gedegradeerd was naar de derde klasse. Þór won met 9-1 in het Þórsvöllur. Tegelijkertijd verloor Leiknir met 1-3 van Fjölnir. Supporters en staf in Akureyri wachtten in spanning af en na het laatste fluitsignaal in Reykjavík kon het feest losbarsten in de 'hoofdstad van het noorden'. Þór promoveerde na een afwezigheid van acht jaar terug naar de Úrvalsdeild.
In 2011 eindigde de club op de voorlaatste plaats en degradeerde weer. Wel werd de finale van de IJslandse voetbalbeker bereikt, waarin KR Reykjavík met 2-0 te sterk was. Omdat KR ook kampioen werd, plaatste Þór zich voor de voorronde van de UEFA Europa League 2012/13.
Na een jaar weer in de tweede klasse te hebben gespeeld, kon de club opnieuw terugkeren naar het hoogste niveau door kampioen te worden. In 2014 degradeerde men opnieuw. 

### Vrouwen
In 2012 kon de samenwerking tussen Þór en KA worden beloond: het werd voor het eerst in de historie kampioen van de Úrvalsdeild. 

## Eindklasseringen
- 2000 1e
2. deild karla
- 2001 1e
1. deild karla
- 2002 10e
Úrvalsdeild
- 2003 3e
1. deild karla
- 2004 5e
1. deild karla
- 2005 6e
1. deild karla
- 2006 8e
1. deild karla
- 2007 7e
1. deild karla
- 2008 8e
1. deild karla
- 2009 6e
1. deild karla
- 2010 2e
1. deild karla
- 2011 11e
Úrvalsdeild
- 2012 1e
1. deild karla
- 2013 8e
Úrvalsdeild
- 2014 12e
Úrvalsdeild
- 2015 4e
1. deild karla
- 2016 4e
1. deild karla
- 2017 6e
1. deild karla
- 2018 3e
1. deild karla
- 2019 6e
1. deild karla
- 2020 5e
1. deild karla
- 2021 9e
1. deild karla
- 2022 7e
1. deild karla
- 2023 7e
1. deild karla
- 2024 10e
1. deild karla

- Úrvalsdeild
- 1. deild karla
- 2. deild karla

## In Europa
#Q = #kwalificatieronde, T/U = Thuis/Uit, W = Wedstrijd, PUC = punten UEFA coëfficiënten .
Uitslagen vanuit gezichtspunt Þór 
| Seizoen | Competitie    | Ronde | Land              | Club                | Totaalscore | 1e W    | 2e W    | PUC |
| ------- | ------------- | ----- | ----------------- | ------------------- | ----------- | ------- | ------- | --- |
| 2012/13 | Europa League | 1Q    | Vlag van Ierland  | Bohemians Dublin FC | 5-1         | 0-0 (U) | 5-1 (T) | 1.5 |
|         |               | 2Q    | Vlag van Tsjechië | FK Mladá Boleslav   | 0-4         | 0-3 (U) | 0-1 (T) | 1.5 |

Totaal aantal punten voor UEFA coëfficiënten: 1.5
Zie ook
- Deelnemers UEFA-toernooien IJsland
- Ranglijst van alle clubs die in de diverse Europa Cups zijn uitgekomen

## Bekende (oud-)spelers
- Liban Abdulahi
- Birkir Bjarnason
- Hazar Can
- Aron Gunnarsson
- Haukur Heiðar Hauksson
- Sandra Jessen
- Hallgrímur Jónasson
- Atli Sigurjónsson
- Kristján Örn Sigurðsson
- Rick ten Voorde

## Vrouwen
De vrouwenafdeling speelt in 2012 in een gecombineerd elftal met plaatsgenoot KA Akureyri in de Úrvalsdeild op het hoogste niveau